# Tanaitis
Tanaitis Krassilov et al. 1987 es un género de plantas fósiles descrito a partir del descubrimiento de los restos de una de sus especies (Tanaitis furcihasta) en un yacimiento paleontológico de Pavlovsk en la cuenca del río Don (Rusia) de cuyo nombre en griego Tanaitis toma su nombre. Por la cronología de los sedimentos en los que se localizaron sus restos fósiles el género fue datado en el periodo Givetiense (entre 387 y 382 millones de años) del Devónico medio.
Esta planta poseía ramificación espirilada de hasta tercer grado donde las ramificaciones proximales y terminales portaban apéndices estériles. Los apéndices estériles de tercer grado estaban insertados de forma oblicua y decurrente al eje con entre 11 y 15 milímetros de longitud y 1 milímetro de diámetro. Los ejes principales alcanzaban un diámetro máximo de 3 milímetros. En las ramificaciones intermedias se situaban los apéndices fértiles en un número variable de 5 a 6 pares que portaban a su vez los esporangios simples o dobles. Los apéndices fértiles poseían una longitud aproximada de 12 milímetros y se curvaban tanto en su base como en su ápice.
Tanaitis era una especie heteróspora, una de las primeras identificadas, y en ella se identificaron tanto megasporangios como microesporangios en el mismo apéndice fértil aunque los microesporangios se concentraban más en la zona distal. Los megasporangios tenían unos 2 milímetros de longitud y los microsporangios 1 milímetro, ambos con cortos filamentos de unión al eje y sin mecanismo de dehiscencia identificado. Las megaesporas tenían un perfil levemente triangular con los extremos redondeados y un diámetro de 200-350 μm, las microsporas, completamente esféricas tenían unos 37-42 μm.
En los apéndices estériles las células epidérmicas eran fusiformes con unos 100 μm con un patrón de distribución imbricado similar al de modernas especies de helechos. Los estomas eran elípticos 50 μm donde las dos células de guarda se hallaban rodeadas de 5 a 6 células auxiliares.